# Pierre Godefroy (homme politique, 1778-1841)
Pour le député de la Manche, voir Pierre Godefroy. Pour les autres homonymes, voir Godefroy.
Pierre Godefroy est un homme politique français né le 19 mars 1778 à Granville (Manche) et décédé le 9 novembre 1841 à Saint-Malo (Ille-et-Vilaine).
Négociant à Saint-Malo, président du tribunal de commerce et vice-président de la chambre de commerce, il est député d'Ille-et-Vilaine en 1815, pendant les Cent-Jours puis sous-préfet de Saint-Malo d'août 1830 à son décès.

## Sources
- « Pierre Godefroy (homme politique, 1778-1841) », dans Adolphe Robert et Gaston Cougny, Dictionnaire des parlementaires français, Edgar Bourloton, 1889-1891 [détail de l’édition]